# Substància negra (pel·lícula)
Substància negra (títol original en francès, Substance noire) és una pel·lícula de misteri i ciència-ficció de 2021 dirigida per Carl Carniato. Produïda a França per Mon Ballon Productions, es va gravar a Corrèsa (Nova Aquitània). S'ha doblat i subtitulat al català.

## Sinopsi
En Victor és un misantrop de quaranta anys que viu tancat en una casa aïllada al mig d'un bosc. En Sam, un adolescent atípic acollit pel seu avi, dedica gran part del temps a explorar aquesta natura canviant. De sobte, es veuen obligats a fer front a la proliferació d'un fong tòxic.

## Repartiment
- Thomas Daloz com a Sam
- Frédéric Darie com a Robert
- Stéphane Detrain com el visitant
- Michel Mhanna Santoni com a Henri
- Anton Miossec com a Victor